# Мебельный таракан
Мебельный таракан, или буро-окаймлённый таракан (лат. Supella longipalpa) — вид тараканов из семейства Ectobiidae.

## Описание
Половой диморфизм резко выражен. Тело у самца очень стройное, охряно-рыжее, у самки с более красноватым оттенком. Голова едва выступает или полностью прикрыта переднеспинкой, удлиненная. Глаза черные. Межглазное пространство у самца охряно-красно-бурое составляет едва, а у самки примерно длины глаза, образует совместно с пространством между глазками приподнятую площадку, края которой у глазков резко обрываются. Лицо и щеки желтоватые или с примесью черновато-коричневого цвета, у более ярко окрашенных особей голова сплошь буровато-черная. Глазки маленькие, поперечные, спереди не видны, у самки слабо заметные. «Лицо» снизу от приподнятой площадки уплощенное на коротком расстоянии, далее книзу поперечно выпуклое. Усики превосходят тело примерно на его длину. Максиллярные щупики несколько длиннее головы. Переднеспинка едва выпуклая, почти округленно-трапециевидная. Задний край поперечный, почти или совсем прямой. Диск охряно-рыжий (у светлых экземпляров) или буровато-черный, иногда совсем чёрный. Полупрозрачные боковые стороны перед задним краем утло-видно расширены внутрь (к середине), далее к заднему наружному углу вновь суживающиеся. Стерниты груди в большинстве беловато-желтые до светло-коричневых.
Надкрылья и крылья у самца вполне развитые, значительно заходящие за вершину брюшка, у самки укороченные, едва достигающие вершины брюшка. Надкрылья самца близ основания с широкой красновато-коричневой или бурой перевязкой, далее около середины с треугольным пятном на каждом надкрылье, образующим неполную перевязь. Иногда перевязи неясные, особенно у самок. R на надкрыльях и крыльях простой или образующий неправильную вилку в вершинной части. Медио-кубитальное поле надкрылий с сильно скошенными жилками, в числе 9—11 у самца и 5—9 у самки.
Крылья совершенно прозрачные. Косгорадиальное поле со слегка утолщающимися к вершине косыми жилками. Вершинный треугольник маленький, узкий, но ясный. Ноги очень длинные и стройные. Передние бедра на передне-нижнем крае с рядом умеренно длинных, сильных шипов, постепенно уменьшающихся в длине по направлению к вершине бедра и заканчивающихся на самой вершине двумя длинными шипами. Задне-нижний край передних бедер без шипов. Нижние края остальных бедер со сравнительно немногими, неправильно расположенными удлиненными шипами. Лапки удлиненные, 4 первых членика на вершине нижней поверхности снабжены маленькими подушечками. Коготки одинаковой длины, неспециализированные. Присоска между коготками маленькая.
Брюшко самца с коротким, выпуклым, слегка приподнятым килевидным выступом перед задним краем шестого тергита. Седьмой тергит с округлым глубоким вдавлением посредине, края которого слегка приподняты, а задний край немного не достигает заднего края тергита. Дно вдавления с густыми склеенными волосками, направленными в середину и вперед, образуя здесь низкий, полуконический пучок. Задние боковые углы седьмого тергита широко округленные, не выступающие. Восьмой тергит заметно сжат, задний край прямой. Брюшко самки без описанной структуры, более широкое.
Анальная пластинка короткая, треугольно выступающая, поперечная, у самца почти полностью прикрыта треугольно выступающим сзади девятым тергитом; свободная часть в виде узкой поперечной полоски чуть выемчатой на вершине, у самки — не прикрыта последним тергитом, более длинная, задний край с более сильной, узкой, треугольной выемкой. Генитальная пластинка самца длинная, треугольная, почти симметричная, боковые стороны в вершинной части с маленькими углублениями, из которых выступают удлиненные, простые грифельки, направленные вдоль краев пластинки к её вершине. Генитальная пластинка самки большая, широкая, её задний край обрублен, в местах прикрепления церков со слабыми выемками. Брюшко снизу и ноги одноцветные, светлые.
Размеры. Длина тела самца 10—13,6; самки 10—13; длина переднеспинки у самца 2,8—3,3; у самки 3,0—3,7; ширина у самца 3,7—4; у самки 3,6—4,3; длина надкрылий у самца 11—15,5; у самки 7—8,4 мм. Оотека сильно уплотненная, длиной 5,1, шириной 3,6 мм. Верхняя её сторона сильно дуговидно изогнутая, несет маленькие зубчики, нижняя сторона прямая, нижний шов зигзагообразный, концевые стороны оотеки образуют тупой округленный угол с нижней стороной.
В городах Западной Европы регистрируется с середины 50-х годов. В начале 70-х первые небольшие очаги отмечены в городах России. В настоящее время довольно часто встречается в Москве, С-Петербурге и некоторых других городах. В жилых и общественных зданиях тараканы обнаруживаются в комнатах самого различного назначения и удаленных от источников пищи и воды (спальни, офисы и др.). Очень подвижны, легко передвигаются по любым поверхностям, хорошо прыгают и перелетают.